# Cercle des Philadelphes

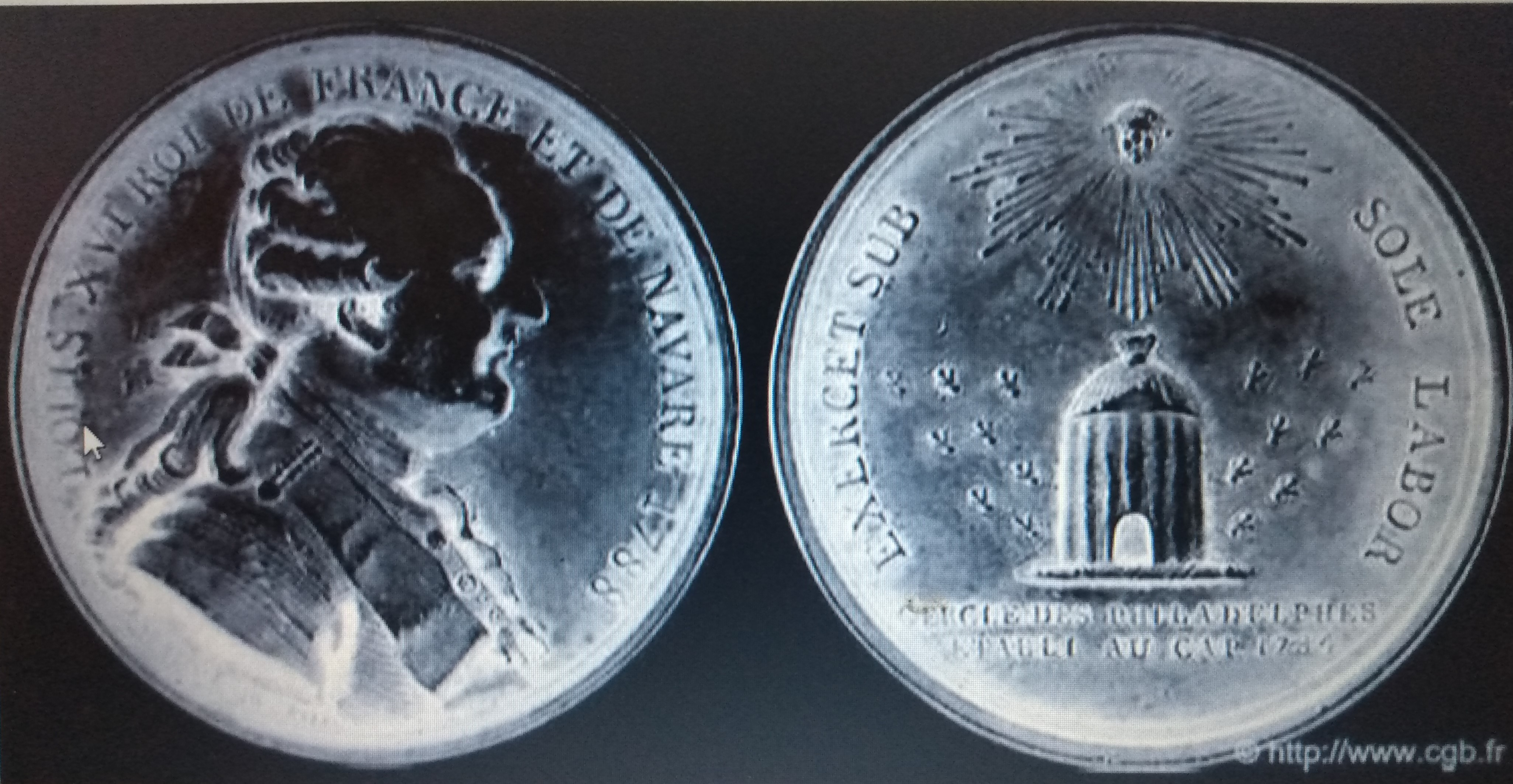
Cercle des Philadelphes (Saint-Domingue).

Cercle des Philadelphes var ett akademiskt sällskap verksamt i Cap-Francais i Saint-Domingue (nuvarande Cap-Haïtien i Haiti) mellan 1784 och 1793. Sällskapet grundades 1784, upphörde med sin verksamhet 1791 och upplöstes slutligen 1793. Det räknas som den främsta akademien i Amerika före franska revolutionen. 